# Eddie Gray
Eddie Gray (ur. 17 stycznia 1948 roku w Glasgow) – były szkocki piłkarz występujący na pozycji skrzydłowego oraz trener, jedna z największych legend Leeds United.

## Życiorys
Eddie Gray swój pierwszy profesjonalny kontrakt w karierze podpisał już w wieku szesnastu lat, kiedy to został zawodnikiem Leeds United. W barwach tej drużyny Szkot zadebiutował 1 stycznia 1966 roku (niecałe trzy tygodnie przed swoimi osiemnastymi urodzinami) i barwy "The Peacocks" reprezentował przez niemalże kolejne 20 lat. W 1968 roku Leeds zwyciężyło w rozgrywkach o Puchar Ligi Angielskiej i Puchar UEFA, rok później zdobyli mistrzostwo Anglii, a olbrzymi udział w tych sukcesach miał właśnie Gray, który w 1970 roku został wybrany najlepszym piłkarzem "Pawi" w historii. W późniejszym okresie, gdy szkocki gracz prezentował bardzo dobrą formę, Leeds miało w planach zdobycie "potrójnej korony" - wygrać ligę, krajowy puchar oraz Puchar Europy. Zadania tego nie udało im się jednak wykonać. Gdy "The Peacocks" grali w finale Pucharu Anglii z Chelsea F.C., Gray miał za zadanie pilnować Davida Webba i z tego zadania przez pełne 90 minut i dogrywkę wywiązywał się znakomicie. Mecz zakończył się remisem 2:2, w drugim spotkaniu "The Blues" zwyciężyli 2:1, a decydującą bramkę zdobył właśnie Webb. W tym samym sezonie Leeds nie udało się zaliczyć również dwóch pozostałych celów - zdobyć mistrzostwa kraju i wygrać Ligi Mistrzów. Gray piłkarską karierę zakończył w 1983 roku, a dla Leeds łącznie rozegrał aż 577 meczów. Zanim to jednak nastąpiło, w 1982 roku, po odejściu Allana Clarke'a ze stanowiska trenera "Pawi" jego następcą został właśnie Gray, który przez rok był grającym szkoleniowcem angielskiej drużyny. Później jednak poświęcił się już tylko karierze trenerskiej. W 1986 został szkoleniowcem drużyny Rochdale A.F.C., a trzy lata później Hull City. Na Elland Road powrócił w 2003 roku, kiedy to na stanowisku trenera zastąpił Petera Reida. Leeds znajdowało się wówczas w fatalnej sytuacji finansowej, a Gray poprowadził drużynę do końca rozgrywek. Leeds zajęło jednak w lidze przedostatnie miejsce i zostało zdegradowane z Premier League. Następcą Graya został wybrany Kevin Blackwell. Szkocki zawodnik w latach 1969–1977 zanotował dwanaście występów i strzelił trzy gole dla reprezentacji swojego kraju.